# Sattel-Mordfliege
Die Sattel-Mordfliege (Laphria ephippium) ist eine Raubfliege aus der Ordnung der Zweiflügler. In Europa gibt es 19 Arten der Gattung Laphria.

## Körperbau
Der Kopf von Laphria ephippium ist wie bei allen Raubfliegen gut beweglich. Die Augen sind groß und durch eine deutliche Einsenkung voneinander getrennt. Die Fühler sind dreigliedrig. Das letzte Fühlerglied ist verlängert und abgestutzt. Es trägt keine deutliche, sondern nur eine mikroskopisch kleine Borste. Der spitze Rüssel weist schräg abwärts. Er ist eher seitlich als dorsoventral zusammengedrückt. Ein Gesichtsbart schützt das Gesicht vor Verletzungen, die die Beute verursachen könnte.
Die Raubfliegen sind gute Flieger. Die beiden ersten Längsadern der Flügel vereinen sich vor dem Rand und bilden dadurch eine geschlossene Zelle (Marginalzelle r1).
Die Beine sind kräftig, das Klauenglied trägt zwei Lappen. Die Unterseite der Hinterschiene trägt nahe der Einlenkung der Tarsen kein bürstenartiges Feld von kurzen Haaren. Die Männchen tragen dort einen Dorn, bei den Weibchen sind die Hinterschienen lang behaart.
Von den übrigen mitteleuropäischen Arten der Gattung Laphria unterscheidet sich L. ephippium durch die Behaarung. Bei L. ephippium ist der Hinterleib oben hauptsächlich schwarz behaart, seitlich findet man wenige weiße Haare. Gelbe Haare fehlen.

## Lebensweise
Über die Lebensweise ist nur wenig bekannt. Die Eier sind oval, rötlich braun und matt glänzend. Die Eihülle ist fest und facettenartig strukturiert. Die Larven entwickeln sich in verrottendem Holz (Buche, Ulme) und ernähren sich vermutlich räuberisch. Das adulte Tier lebt ebenfalls räuberisch. Es lauert sitzend seiner Beute auf. Dann fliegt es auf die Beute zu und ergreift sie im Flug. Es sticht seine Beute mit dem spitzen Rüssel an und saugt sie aus. Die adulten Tiere fliegen in Deutschland von Mitte Mai bis Mitte August, in Dänemark vom zweiten Maidrittel bis Ende Juli.

## Verbreitung und Gefährdung
Die Art kommt nur in Teilen Europas vor. Die Verbreitung in Richtung Süd-Nord reicht von Italien bis Schweden, in West-Ost-Richtung von Frankreich bis nach Zentralrussland. Die Art fehlt jedoch beispielsweise in Griechenland, auf den Britischen Inseln, in Norwegen und der Ukraine. Laphria ephippium ist seltener als L. flava, die Art gilt in Dänemark und Schweden als gefährdet. In Belgien galt sie lange als ausgestorben. In Bayern ist sie unter „Status unbekannt, Gefährdung anzunehmen“ eingestuft.